# Eggenreuth (Kulmbach)
Eggenreuth (oberfränkisch: Dengraid) ist ein Gemeindeteil der Großen Kreisstadt Kulmbach im  Landkreis Kulmbach (Oberfranken, Bayern). Eggenreuth liegt in der Gemarkung Blaich.

## Geografie
Der Weiler liegt am Gemeindehügel. Im Osten fällt das Gelände ins Tal des Kesselbachs ab. Eine Gemeindeverbindungsstraße führt am Dörnhof vorbei nach Kauernburg (1,3 km südlich) bzw. zu einer Gemeindeverbindungsstraße bei Oberpurbach (0,8 km nordwestlich).

## Geschichte
Der Ort wurde 1276 als „Egenruthe“ erstmals urkundlich erwähnt. Das Grundwort -reuth bedeutet Rodung, das Bestimmungswort ist Ago, der Personenname des Siedlungsgründers.
Eggenreuth gehörte zur Realgemeinde Kauernburg. Gegen Ende des 18. Jahrhunderts bestand Eggenreuth aus 2 Anwesen. Das Hochgericht übte das bayreuthische Stadtvogteiamt Kulmbach aus. Grundherren waren das Seniorat von Guttenberg-Guttenberg (1 Hof) und das Rittergut Kirchleus (1 Hof).
Von 1797 bis 1810 unterstand der Ort dem Justiz- und Kammeramt Kulmbach. Mit dem Gemeindeedikt wurde Eggenreuth dem 1811 gebildeten Steuerdistrikt Kauerndorf und der 1812 gebildeten gleichnamigen Ruralgemeinde zugewiesen. 1818 erfolgte die Überweisung an die neu gebildete Ruralgemeinde Blaich. Am 1. Januar 1902 wurde Eggenreuth nach Kulmbach eingegliedert.

### Einwohnerentwicklung
| Jahr      | 001818 | 001861 | 001871 | 001885 | 001900 | 001925 | 001950 | 001961 | 001970 | 001987 |
| Einwohner | 14     | 30     | 25     | 29     | 19     | *      | *      | *      | 14     | 13     |
| Häuser    | 2      |        |        | 4      | 3      | *      | *      | *      |        | 3      |
| Quelle    | [ 8 ]  | [ 11 ] | [ 12 ] | [ 13 ] | [ 14 ] | [ 15 ] | [ 16 ] | [ 17 ] | [ 18 ] | [ 1 ]  |

## Religion
Eggenreuth ist seit der Reformation evangelisch-lutherisch geprägt und war ursprünglich nach St. Oswald (Untersteinach) gepfarrt, seit dem 19. Jahrhundert ist die Pfarrei St. Petrus (Kulmbach) zuständig.